# Traición sin límites
Traición sin límites (título original: Extreme Prejudice) es una película de acción de 1987 dirigida por Walter Hill y protagonizada por Nick Nolte, Powers Boothe y Michael Ironside.

## Argumento
Jack Benteen es un ranger de Texas. Como tal él tiene la responsabilidad de hacer cumplir la ley en la conflictiva frontera con México. Entre los delincuentes a los que debe perseguir se encuentra Cash Bailey, un poderoso narcotraficante. Sin embargo, para Jack, Bailey no es un adversario más en la lucha contra el crimen, ya que él es un amigo de la infancia del que se ha distanciado con el tiempo. Además, algo más vincula a los dos hombres: la novia de Benteen, Sarita Cisneros, la cual también es la antigua amante de Cash.
Para asegurarse de que el agente de la ley no se inmiscuye en sus asuntos, el traficante secuestra a Sarita, que acepta voluntariamente ser su rehén. La disputa entre Benteen y Bailey se ve adicionalmente inmersa en una operación contra el tráfico de drogas liderada por el mayor Paul Hackett, un paramilitar que cuenta con el apoyo de la CIA.

## Reparto
| Actor                 | Personaje             |
| --------------------- | --------------------- |
| Nick Nolte            | Jack Benteen          |
| Powers Boothe         | Cash Bailey           |
| Michael Ironside      | Mayor Paul Hackett    |
| Maria Conchita Alonso | Sarita Cisneros       |
| Rip Torn              | Sheriff Hank Pearson  |
| Clancy Brown          | Sargento Larry McRose |
| William Forsythe      | Sargento Buck Atwater |

## Producción

### Desarrollo
Cuando Milius había completado en hacer el guion en 1976, él planeó dirigir personalmente la película para Warner Bros. a finales de octubre de 1976 en Texas. Sin embargo el proyecto sufrió un retraso, por lo que no decidió no rodar la película y hacer otra. De esa manera se decidió a coger a otro director  para rodarlo en noviembre del mismo año, pero el proyecto quedó en suspensión durante todo un año.
Finalmente Warner Bros. decidió en marzo de 1978 a vender los derechos de hacer la película, cosa que finalmente ocurrió en 1984, cuando Carolco Pictures las compró. Hubo entonces planes para filmar la película con Jonathan Demme como director en 1985, pero él decidió dejarlo.

### Preproducción
De esa manera Walter Hill fue contratado para hacer la película, cosa que se decidió hacer en 1986. Nick Nolte fue escogido como protagonista principal. Para hacer la película, él modeló su personaje fijándose en Joaquín Jackson, un verdadero ranger de Texas. Para hacer eso posible, él le contrató, el cual luego le enseñó todos los aspectos de su trabajo.

### Rodaje
Una vez preparado todo, se escogió El Paso, Texas, como lugar de la filmación y se comenzó con el rodaje el 14 de abril de 1986, el cual fue terminado antes del fin de año.

## Recepción
Hoy en día la película fue valorada en los portales de información cinematográfica y entre la crítica profesional. En IMDb, por ejemplo, con aproximadamente 8500 votos registrados, el filme obtiene una media ponderada de 6,6 sobre 10. En otro portal, Rotten Tomatoes, la película fue valorada por más de 2500 usuarios, los cuales le dieron una valoración media de 3,5 de 5, mientras que los 11 críticos profesionales, que valoraron la película en ese portal, le dieron una valoración media de 6,7 de 10. En cuanto a Metacritic, la producción cinematográfica obtiene una valoración profesional de 51 sobre 100 computando 16 críticas y una puntuación media de 6,6 sobre 10 entre los 5 usuarios del portal web que expresaron su opinión allí. También cabe destacar que el 61% de los usuarios de La Vanguardia la valoraron positivamente.